# تيمبيل كانونو
تيمبيل كانونو (بالإنجليزية: Thembile Kanono)‏ (30 يونيو 1980 في جنوب أفريقيا - ) هو لاعب كرة قدم جنوب أفريقي في مركز الوسط. لعب مع أورلاندو بيراتس وسانتوس ونادي بلومفونتين سيلتيك.

## وصلات خارجية
- تيمبيل كانونو على موقع قاعدة بيانات كرة القدم.إي يو (الإنجليزية)